# Van de Canhamaren
Der Van de Canhamaren (norwegisch) ist ein Nunatak im ostantarktischen Königin-Maud-Land. Im Gebirge Sør Rondane ragt er an der Südflanke des Widerøefjellet auf.
Wissenschaftler des Norwegischen Polarinstituts benannten ihn 1973. Der weitere Benennungshintergrund ist nicht überliefert.